# Jean Moulliere
Ne doit pas être confondu avec Jean Mouillère.
Jean Moulliere, né le 29 mars 1994 à Lille, est un homme politique français.

## Biographie
En 2014, il devient conseiller municipal de Templeuve-en-Pévèle. En 2021, il rejoint le parti Horizons. Suppléant lors des élections législatives de 2022 et des élections législatives anticipées de 2024 de la députée de la sixième circonscription du Nord Charlotte Parmentier-Lecocq, qui est nommée Ministre déléguée chargée des Personnes en situation de handicap en 2024, Jean Moulliere devient député.